# مقاطعة شيرمان (نبراسكا)
مقاطعة شيرمان (بالإنجليزية: Sherman County)‏ هي إحدى مقاطعات ولاية نبراسكا في الولايات المتحدة الأمريكية.